# Principi de precaució
El principi de precaució es basa en el fet que si les conseqüències d'una acció són desconegudes, però es jutgen amb potencial de tenir conseqüències negatives importants o irreversibles, llavors s'ha d'evitar aquesta acció fins a adquirir els coneixements científics necessaris perquè aquestes conseqüències importants o irreversibles no es produeixin.
Sovint s'aplica, o es proposa d'aplicar, a algunes noves substàncies o tecnologies respecte al seu possible impacte sobre la salut humana o el medi ambient.